# 백양사 (울산 중구)
백양사(白楊寺)는 울산광역시 중구 백양로 67 (성안동)에 있는 조계종 소속의 사찰이다.

## 같이 보기
- 함월산